# Claus Schromm
Claus Schromm (* 21. April 1969 in München) ist ein deutscher Fußballtrainer, der zuletzt bis 2020 die SpVgg Unterhaching als Cheftrainer betreute.

## Karriere
Schromm spielte beim FC Deisenhofen und beim BSC Sendling in München. Im Alter von 24 Jahren erlitt er eine schwere Verletzung am linken Kniegelenk, die das Karriereende bedeutete. Es folgten fünf Knieoperationen und eineinhalb Jahre Reha. Er wurde in dieser Zeit Trainer. Vom 1. Juli 1999 bis zum 30. Juni 2003 war er Trainer der U19 der SpVgg Unterhaching und anschließend bis zum 30. Juni 2009 Trainer der U19 des TSV 1860 München.
Ab dem 1. Juli 2010 trainierte er die 1. Mannschaft des SV Heimstetten in der Bayernliga. Der Vertrag wurde „aufgrund der sportlichen Situation in beiderseitigem Einvernehmen, mit sofortiger Wirkung“ am 28. Oktober 2011 aufgelöst. 2012 übernahm er den Trainerposten beim Drittligisten SpVgg Unterhaching; an seiner Seite fungierte Manuel Baum als Teamchef. Im Januar 2014 erfolgte eine interne Umstrukturierung, wobei Schromm auf den Posten des Sportdirektors wechselte, während Baum Cheftrainer wurde. Am 26. März 2015 wurde Schromm Nachfolger des zurückgetretenen Cheftrainers der SpVgg Unterhaching, Christian Ziege. Ende Juli 2020 wurde bekannt, dass Claus Schromm sein Traineramt ablegt und Sportlicher Leiter in der SpVgg Unterhaching wird. Seit August 2021 ist Claus Schromm Nachwuchs-Cheftrainer des FC Augsburg.